# Virgularia reinwardti
Virgularia reinwardti är en korallart som beskrevs av Geoffrey Alton Craig Herklots 1858. Virgularia reinwardti ingår i släktet Virgularia och familjen Virgulariidae. Inga underarter finns listade i Catalogue of Life.